# Fettes Brot

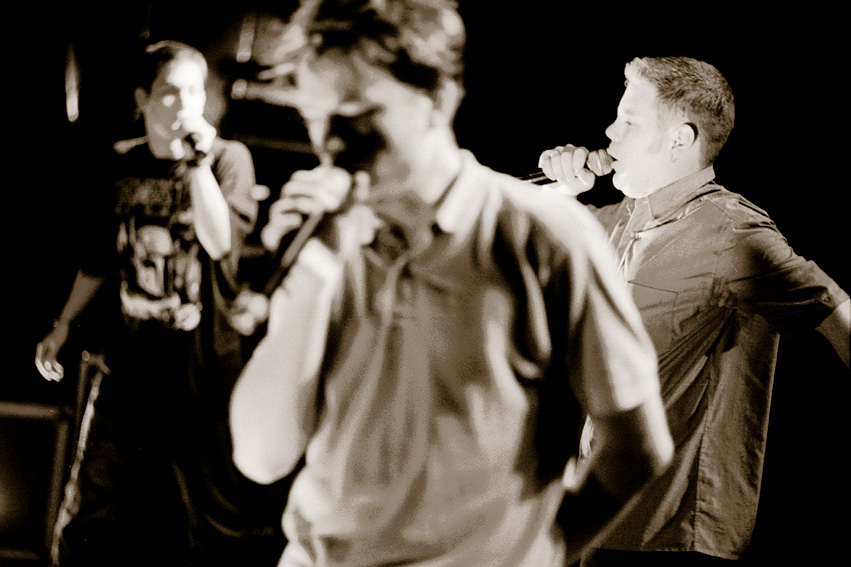
Fettes Brot live in Schenefeld (1998)

Fettes Brot war eine deutsche Hip-Hop- und Pop-Gruppe aus Hamburg. Sie gründete sich 1992 und löste sich Ende 2023 auf.

## Mitglieder
- Dokter Renz / Doc Renz – Martin Vandreier, geb. Schrader (* 23. Juli 1974 in Hamburg), weitere Künstlernamen: Speedy Konsalik, Rektor Donz, anfangs z. T. auch Rechtsanwalt Dokter Renz
- König Boris – Boris Lauterbach (* 18. Juni 1974 in Hamburg), weitere Künstlernamen: Kay Bee Baby, Mister Orient, Long Leg Lauterbach, Rock’n’Roll Coseng, Der Typ, der den Müll nicht runterbringt, Saufekanzler sowie Der König tanzt
- Björn Beton – Björn Warns (* 20. Mai 1973 in Pinneberg), weitere Künstlernamen: Schiffmeister, Das Ding der Unmöglichkeit und Flash Müller

## Geschichte

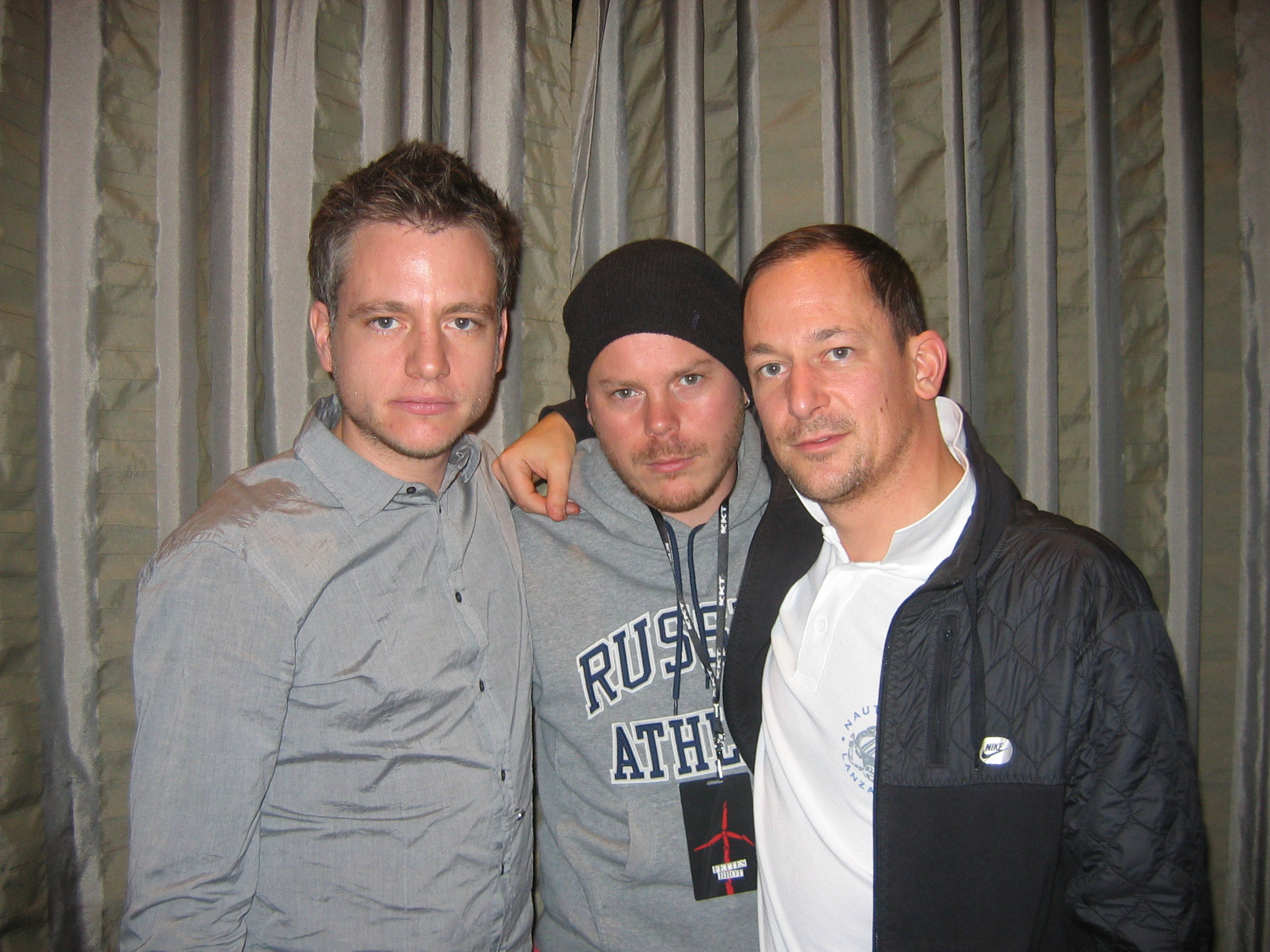
Fettes Brot v. l. n. r.: Dokter Renz, König Boris, Björn Beton (November 2008)

### Poets of Peezeund Bandgründung (1992–1994)
Als sich 1992 die englisch rappende Hip-Hop-Band Poets of Peeze auflöste, gründeten die drei Mitglieder Dokter Renz, Mighty und Tobi Tobsen zusammen mit König Boris und Schiffmeister in Schenefeld (Kreis Pinneberg) am Gymnasium eine neue Band. Der ursprünglich anvisierte Bandname Boris & The Callboys wurde wieder fallengelassen zugunsten des Namens Fettes Brot. Laut König Boris lieferte der Rap-Kollege Spax den entscheidenden Einwurf für die Namensfindung und bezeichnete einen der ersten Auftritte der Band als „fettes Brot“.
Die Brüder Schmidt (Mighty & Tobi Tobsen) verließen die Formation kurz nach der Gründung wieder, um andere Wege zu verfolgen, so dass die erste Platte von Fettes Brot, die EP Mitschnacker, über Yo Mama Records als Trio veröffentlicht wurde. Zuvor waren bereits im Jahr 1993 die Titel Schwarzbrot – Weißbrot und Schule der Gewalt auf dem schleswig-holsteinischen Sampler Endzeit 93 des Independent-Labels Wilde Welt Records erschienen. Schiffmeister war von 1994 bis 1995 Moderator beim ersten deutschen Hip-Hop-Fernsehmagazin Freestyle, das bei VIVA lief.
Das Indie-Hip-Hop-Label MZEE veröffentlichte 1995 den Hip-Hop-Sampler Die Klasse von ’95 mit diversen Acts aus Deutschland, auf dem sich mit Schade Schokolade auch ein Track von Fettes Brot befand. Sie veröffentlichten auch eine gemeinsame Single Die krasse Klasse / Hip Hop und Rap und gingen in Deutschland auf Tour.

### Nordisch by NatureundJein(1995–1997)
Der kommerzielle Erfolg stellte sich mit der Single Nordisch by Nature und dem dazugehörigen Album Auf einem Auge blöd ein. Vom Erfolg überrascht und aufgrund der Gefahr, auf Dauer alleine mit diesem Song identifiziert zu werden, entschied sich die Band dazu, die Single nach fast einem Jahr vom Markt zu nehmen. Die Gewohnheit der drei Rapper, innerhalb der Strophen die Zeilen untereinander aufzuteilen, ließ sich hier bereits erkennen.
Ein Jahr danach, 1996, konnten Fettes Brot mit ihrem Lied Jein im deutschsprachigen Raum ihren Erfolg wiederholen. Weitere Singles des Nachfolgealbums Außen Top Hits, innen Geschmack erwiesen sich ebenfalls als erfolgreich. Dendemann (damals noch bei den Armen Rittern) hatte hier seine ersten kleinen Auftritte; die Zusammenarbeit bei dem Lied Wildwechsel, gemeinsam mit u. a. Max Herre, Blumentopf, Spax und Der Tobi & das Bo wurde zu einem der bekanntesten Lieder. Die Band war zu dieser Zeit auch anderweitig aktiv, da sie von 1996 bis 1998 unter anderem eine eigene wöchentliche Radiosendung namens Forellentee bei Radio Fritz moderierte. Im Jahr 1997 brachten sie als „Originoo Fun Rappaz“ die Single Sekt oder Selters mit der B-Seite Nee sind wir nicht (Deutschstundennachdenke Mix) in der Dokter Renz die Rhythmus-Gitarre und König Boris den Bass gespielt haben. Björn Beton programmierte in dem Song die Drums. Im selben Jahr steuerten sie mit Was hat der Junge doch für Nerven einen Cover-Song zu dem Ärzte Tribut-Album namens Götterdämmerung bei.

### Die drei???undJames Last(1998–2000)

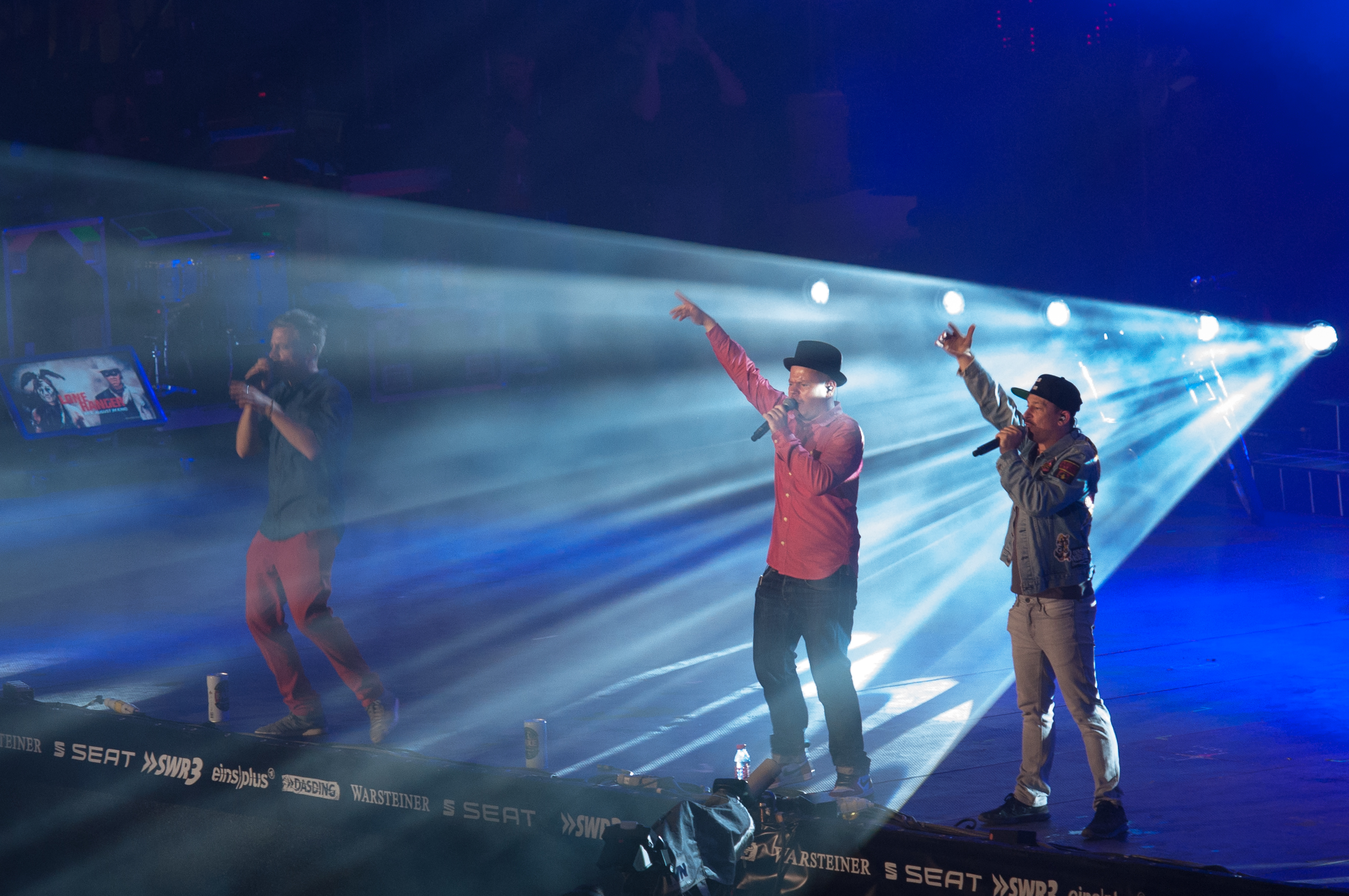
Fettes Brot bei Rock am Ring 2013

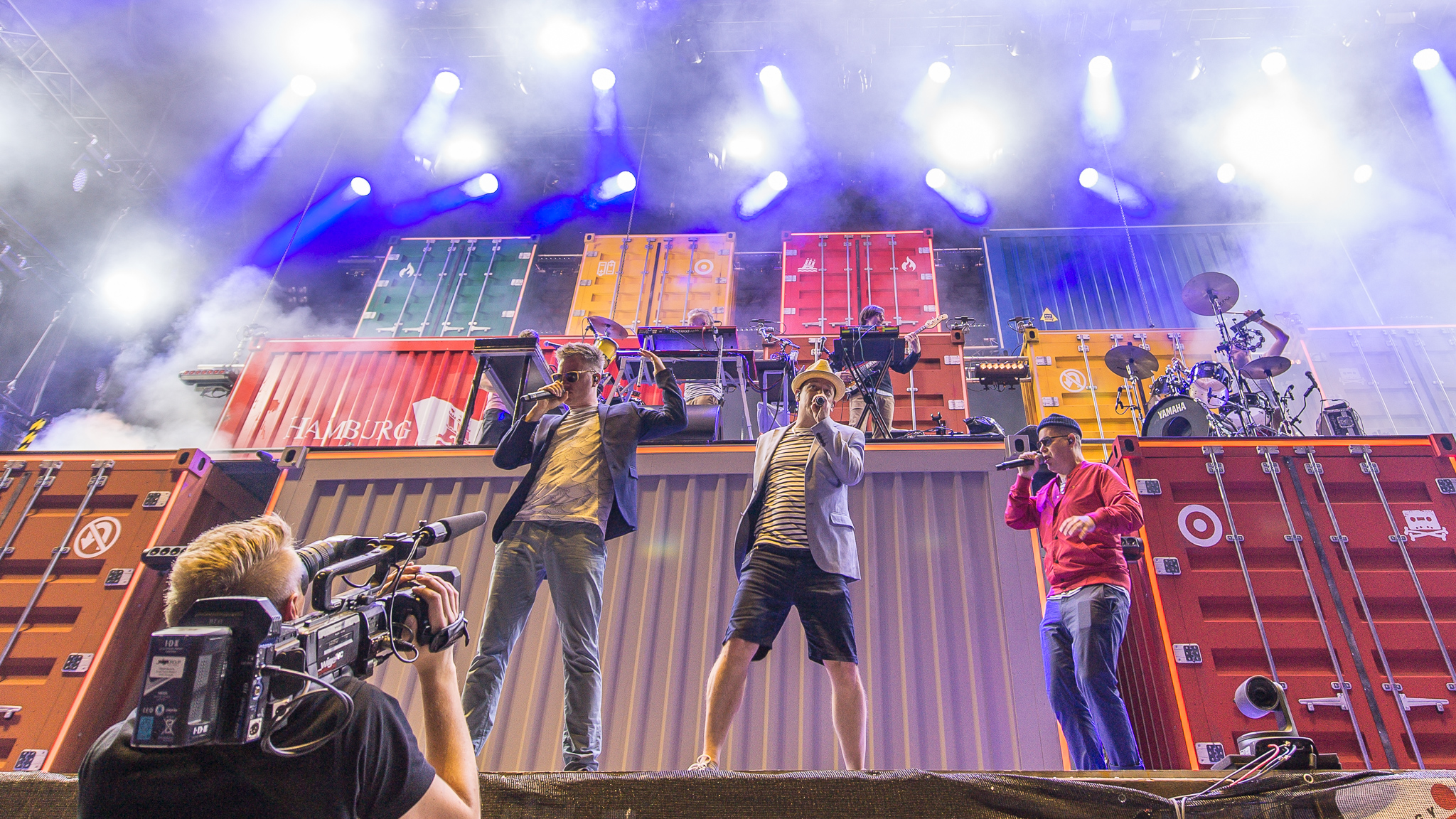
Fettes Brot bei Rock im Park 2016

Teilweise wurde es musikalisch etwas ruhiger um Fettes Brot. Die drei Künstler probierten neuartige Dinge wie beispielsweise eine Hörspielproduktion aus. 1998 wirkten Fettes Brot in der Hörspielserie Die drei ??? (Folge 79: Im Bann des Voodoo) in Sprechrollen mit. Im Jahr zuvor hatte die Band zu einem Comeback der Drei ??? beigetragen, nachdem sie in einer Talkshow erwähnten, selbst große Fans zu sein. Das im Oktober 1998 erschienene Album Fettes Brot lässt grüßen ist eine Hommage an Die drei ???. Mit diesem Album beschritt das Trio erstmals neue Wege mit nicht am Hip-Hop, sondern am Mainstream-Pop orientierten Musikstücken, woran von einigen Seiten Kritik geäußert wurde. Viele Wege führen nach Rom oder Lieblingslied waren erfolgreiche Single-Auskopplungen, ein großer Hit wie bei den beiden Vorgängeralben blieb aber aus.
In Kooperation mit James Last komponierten sie Ruf mich an. Danach (1999) verabschiedeten sich die Drei in eine kreative Pause. In dieser Pause verließ sie auch ihr langjähriger DJ Rabauke, um sich seiner eigenen Band Eins Zwo zu widmen. Einige Monate später nahmen sie DJ exel. Pauly als ihren neuen DJ in die Band auf. Den Fans wurde 2000 das Warten erleichtert, und sie veröffentlichten mit Fettes Brot für die Welt eine Zusammenstellung der B-Seiten, Remixe und exklusiven Produktionen. Die Beginner sowie Smudo von den Fantastischen Vier nahmen je ein Lied von Fettes Brot neu auf. Mit der Vorab-Single Da draußen kehrten sie erfolgreich zu ihren Wurzeln, dem Rap, zurück.

### Schwule MädchenundAmnesie(2001–2003)
Im Herbst 2001 erschien das vierte reguläre Album von Fettes Brot. Die Drei markierten einen kleinen Neuanfang mit dem Albumtitel Demotape und der Präsentation neuer alternativer Pseudonyme. Spätestens mit den Singles Schwule Mädchen und The Grosser ist eine klare musikalische Kategorisierung von Fettes Brot nicht mehr möglich. Daneben präsentierten sie aber in Zusammenarbeit mit Skunk Funk die pure Hip-Hop-Single Fast 30.
Im Herbst 2002 veröffentlichten sie zum zehnjährigen Bandjubiläum die Greatest-Hits-Kompilation Amnesie – 16 Singles und Videos gegen das Vergessen mit DVD, auf der ein Kurzfilm mit den Broten zu finden ist, sowie die komplette Bandgeschichte in Wort und Bild (alle Singles, Backstage-Material, Making-ofs etc.).
Außerdem erschienen drei weitere Singles: 2002 die Single Welthit, die auch auf ihrer Best-of-CD zu finden ist. Das 2003 erschienene Rio-Reiser-Cover Ich bin müde schaffte es in die TV-Rotation. Mit dem als legalem MP3-Download erhältlichen Collabo-Track Tanzverbot (limitiert auch auf CD/Vinyl erschienen) schimpften sie im Zuge der Hamburger Bambule-Proteste zusammen mit Bela B auf den damaligen Hamburger Innensenator Ronald Schill. In dieser Zeit waren sie einige Male auf Tour im Ausland für das Goethe-Institut unterwegs. Im Dezember 2003 ging ein langjähriger Traum in Erfüllung, als Vorband von Die Ärzte gingen sie gemeinsam auf Tour.

### Am Wasser gebautund eigenes Label (2004–2006)
2004 gründeten sie ihr eigenes Label die „Fettes Brot Schallplatten GmbH“.
Bei ihrem „Comeback“ 2005 erreichten Fettes Brot beim Bundesvision Song Contest mit dem Song Emanuela den 2. Platz. Wenige Tage später am Valentinstag erschien die Single Emanuela dann auch offiziell und stieg in den deutschen Singlecharts bis auf Platz 3, in Österreich schaffte man es auf Platz 1. Am 21. März 2005 erschien ihr bisher erfolgreichstes Album Am Wasser gebaut. Es wurde nicht mehr so viel gerappt, das Album war insgesamt soullastiger als seine Vorgänger.
Die zweite Singleauskopplung aus Am Wasser gebaut wurde An Tagen wie diesen, welche in Zusammenarbeit mit Pascal Finkenauer entstand. Das dazugehörige Video, in welchem auch Finkenauer und DJ exel. Pauly mitspielen, soll „den Alltag der Jungs widerspiegeln“; allerdings fahren in dem Video Panzer statt Autos durch die Straßen, womit ein „Eindringen von Krieg in den friedlichen Alltag in der Bundesrepublik durch die Medien“ dargestellt werden soll und dass man auch „Teil einer gewaltbereiten Welt“ ist.
Am 6. Oktober 2005 wurden die drei Rapper zum ersten Mal zweifach mit dem Comet ausgezeichnet: In den Kategorien „Beste Band“ und „Bester Song“ (Emanuela). Nominiert waren sie unter anderem auch für das „Beste Video“ und „Erfolgreichster Download“ (Emanuela).
Den Abschluss der großen „Am Wasser gebaut“-Tour feierten Fettes Brot am 22. Dezember 2005 in der ausverkauften Color Line Arena in Hamburg vor über 14.500 Zuschauern (das bis dahin größte Konzert ihrer Karriere). Das Konzert wurde live von MTV und zahlreichen Radiosendern (u. a. Fritz, 1Live) übertragen.
Die dritte Single wurde Soll das alles sein und erschien Anfang 2006. Das Video wurde in England gedreht. Ebenso Anfang 2006 erhielten sie einen Echo. Im selben Jahr erschien noch die Single Fußball ist immer noch wichtig mit den Gastsängern Bela B, Carsten Friedrichs (von der Band „Superpunk“) und Marcus Wiebusch (von „Kettcar“).

### Bette FrostundStrom und Drang(2006–2009)
2006 tourten Fettes Brot mit einer elfköpfigen Band, bei der unter anderem Pascal Finkenauer Gitarre spielte, quer durch den deutschsprachigen Raum. Danach legten sie 2007 nach zwei Jahren unermüdlichen Tourens eine längere Auftrittspause ein, um das neue Album aufzunehmen.
Im Dezember 2007 gingen sie mit Band unter dem Anagramm Bette Frost (seit Anfang 2007 das MySpace-Pseudonym der Band) auf Inkognito-Clubtour und stellten auf neun exklusiven Konzerten live das neue Album Strom und Drang vor. Am 15. Februar 2008 erschien daraus die Vorab-Single Bettina, zieh dir bitte etwas an, eine Kollaboration mit dem Elektronik-Projekt Modeselektor. Die Single stieg in den deutschen Charts bis auf Platz 3.
Am 14. März 2008 folgte die Veröffentlichung des Albums, welches mit Platz 3 die bis dahin höchste Platzierung eines Albums von Fettes Brot in den deutschen Album-Charts erreichte.
Als zweite Single wurde Erdbeben am 6. Juni 2008 veröffentlicht. Die dritte Single Ich lass dich nicht los erschien Ende September. Ende Februar erschien mit Das allererste Mal sogar die vierte Single des Albums, allerdings erst einmal nur digital.

### FettesundBrot(2009–2010)

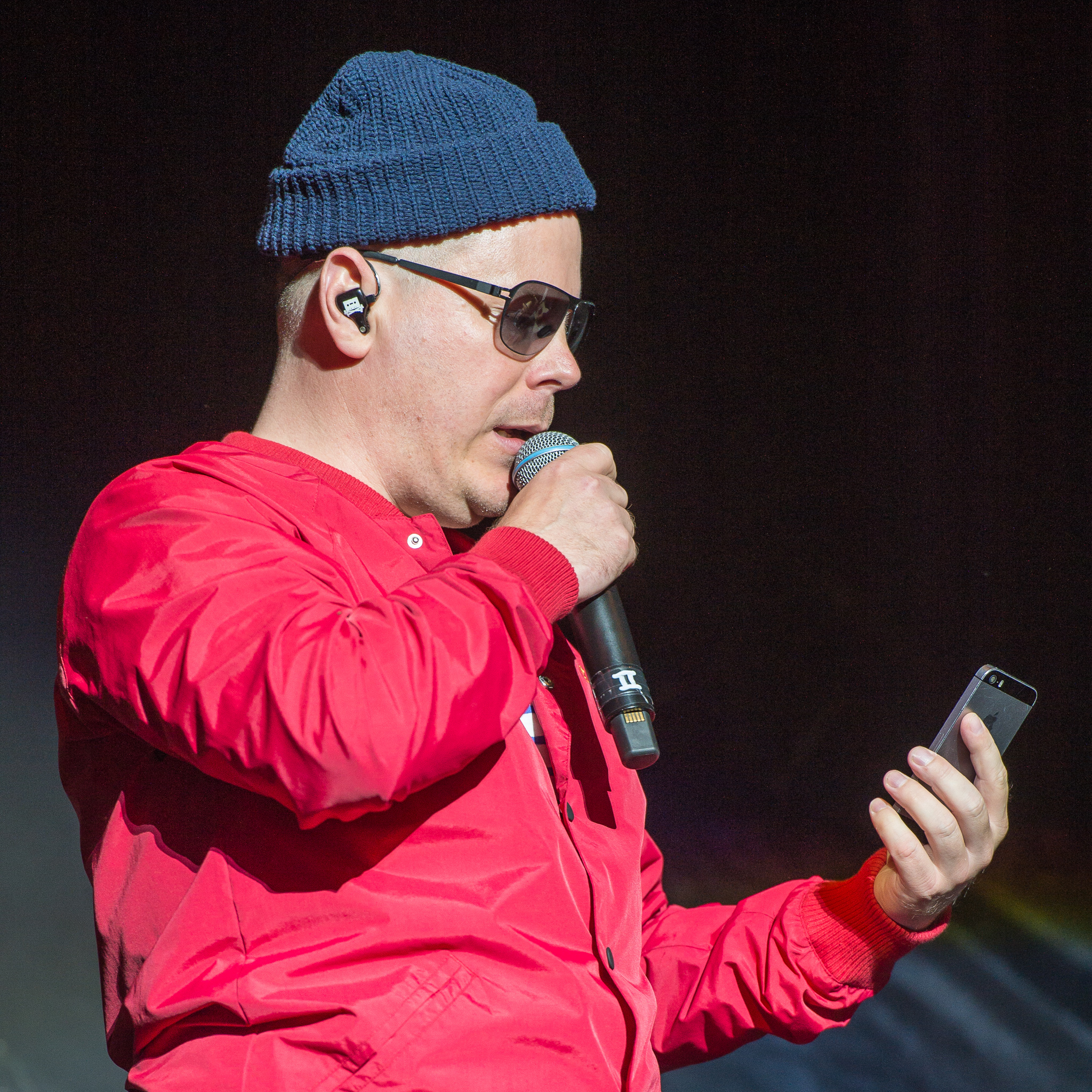
König Boris beim Rock im Park 2016

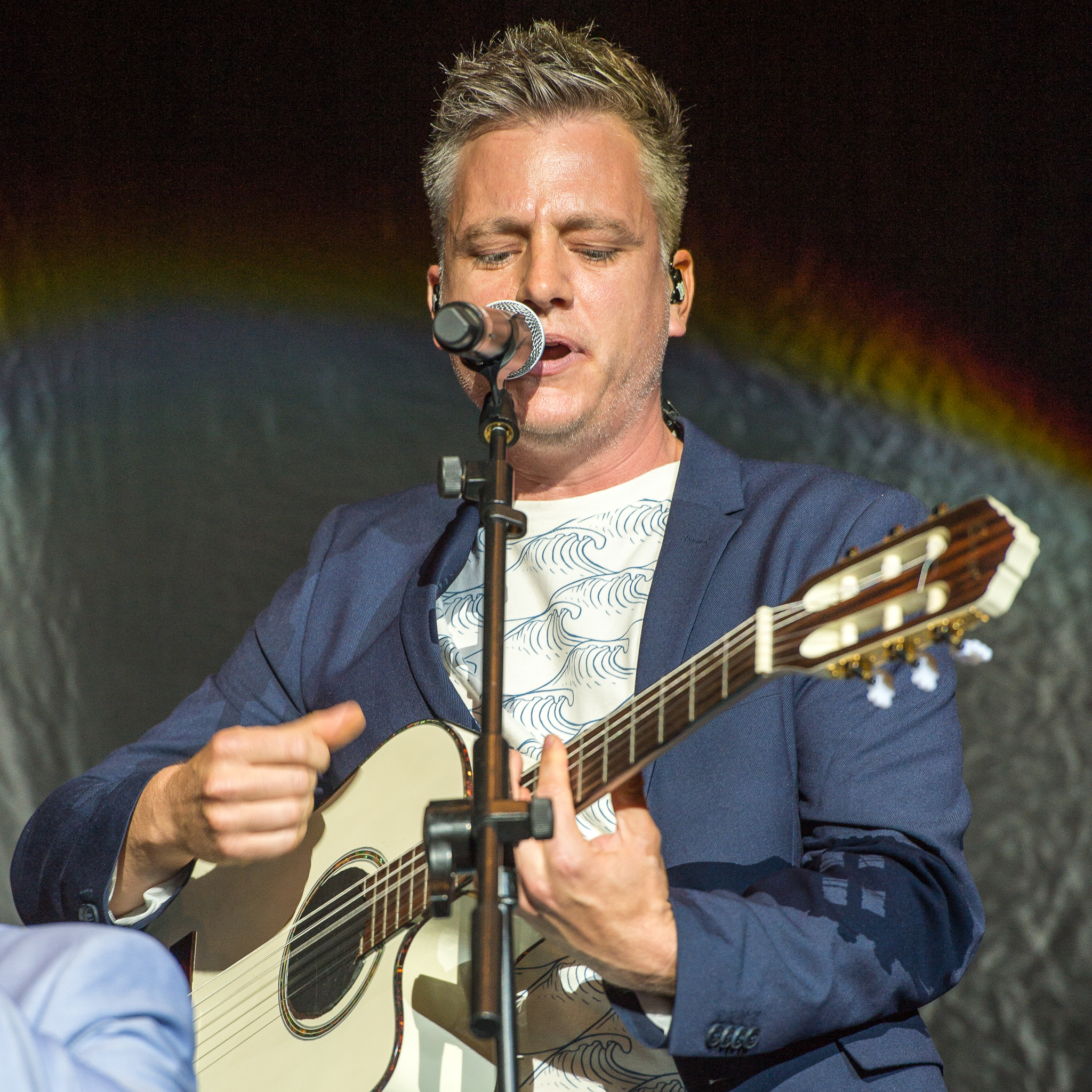
Dokter Renz mit Fettes Brot beim Rock im Park 2016

Nach einer Festivaltour im Jahr 2009 begaben sich Fettes Brot wieder ins Studio, diesmal allerdings nicht, um ein neues Album aufzunehmen, sondern um die Songs für ein geplantes Livealbum auszuwählen. Am 26. Februar 2010 erschienen mit Fettes und Brot gleich zwei eigenständige Livealben an einem Tag, die in den Charts bis auf Platz 4 und 6 gelangten. Bereits zwei Wochen vor der Veröffentlichung erschienen die beiden Vorab-Singles Jein und Kontrolle.
Auf einer zweiteiligen Tour im Mai und Dezember durch den deutschsprachigen Raum nahmen sie die Bands Die Orsons und Kraftklub als Support mit. Im Juli erschien mit Falsche Entscheidung die dritte Single. Die beiden limitierten Livealben wurden im Oktober als ein Best-Of-Live-Album unter dem Namen Fettes/Brot veröffentlicht. Außerdem gab die Band im November 2010 ein Konzert in Amsterdam (Niederlande). Grund hierfür war die Veröffentlichung der vierten und damit letzten Single Amsterdam, anlässlich derer 500 Fans aus ganz Deutschland per Gewinnspiel im Internet und Radio exklusive Tickets gewinnen konnten.
Ende des Jahres bekamen sie den Hamburger Musikpreis HANS für Herausragende Künstlerentwicklung sowie die 1Live Krone in den Kategorien Bester Live-Act und Beste Band. Unter dem Namen Fettes / Brot – Karaoke Im Akkord wurde im Dezember ein Songbook mit Bildern sowie allen Texten und Akkorden ihrer beiden Livealben veröffentlicht.

### Bandpause und Solokarriere (2011–2012)
Die Band gab Ende 2010 bekannt, eine Livepause auf unbestimmte Zeit einzulegen, da sich die Mitglieder erst einmal auf andere Projekte konzentrieren wollen. Eines davon, das Soloprojekt Der König tanzt, wurde von König Boris mit der Veröffentlichung des Lieds „Alles dreht sich“ und des zugehörigen Videos am 2. März 2012 gestartet. Björn Beton ist als DJ und Teil des Duos The Botaniks tätig.

### Comeback (2012–2013)
Im Oktober 2012 gab die Band die ersten Live-Termine nach der Pause bekannt. Am 18. November 2012 spielte sie ein DJ-Set unter dem Pseudonym Schwule Mädchen Soundsystem als Support für Der König tanzt, 2013 spielte sie bei Rock am Ring und Rock im Park. Am 1. November 2013 wurde das siebte Studioalbum mit dem Namen 3 is ne Party veröffentlicht, das sie auf Club-Konzerten in Hamburg und Berlin sowie am 6. Dezember im Bonner BaseCamp präsentierten. Ihre gleichnamige Tour begann am 28. Dezember 2013 in Köln.

### Teenager vom MarsundWas wollen Wissen?(2014–2018)
Am 4. September 2015 erschien dann das nächste Studioalbum Teenager vom Mars, wiederum folgte dazu eine große Tour. Ab 2015 moderierte Fettes Brot überdies die eigene Radioshow Was wollen wissen? auf dem Radiosender N-Joy. Im Frühjahr 2019 erschien ein gleichnamiges Taschenbuch. Bremen Vier ist als weiterer Sender, der die Sendung ausstrahlte, Anfang 2017 dazugekommen.

### Lovestoryund Auflösung der Band (2019–2023)
Am 3. Mai 2019 veröffentlichte Fettes Brot das Album Lovestory, das nur aus Liebesliedern besteht. Für 2020 und 2021 geplante Konzerte wurden wegen der Corona-Pandemie verschoben.
Am 31. August 2022 kündigte die Band an, sich Ende 2023 nach einer letzten Tournee, für welche der Künstler Jakobus Durstewitz das Bühnenbild gestaltete, aufzulösen. Ab dem 5. April 2023 tourte Fettes Brot mit insgesamt zwanzig Konzerten durch Deutschland, Österreich und die Schweiz. Die letzten beiden Konzerte fanden am 1. September und 2. September 2023 auf der Trabrennbahn Bahrenfeld in Hamburg statt.
Nach ihrer Auflösung kamen sie im Frühjahr 2025 noch einmal zurück ins Tonstudio, um im Rahmen des Bandprojekts Crucchi Gang eine italienische Version ihres Hits Emanuela aufzunehmen.

## Pseudonyme

### Sven, Sven und Sven

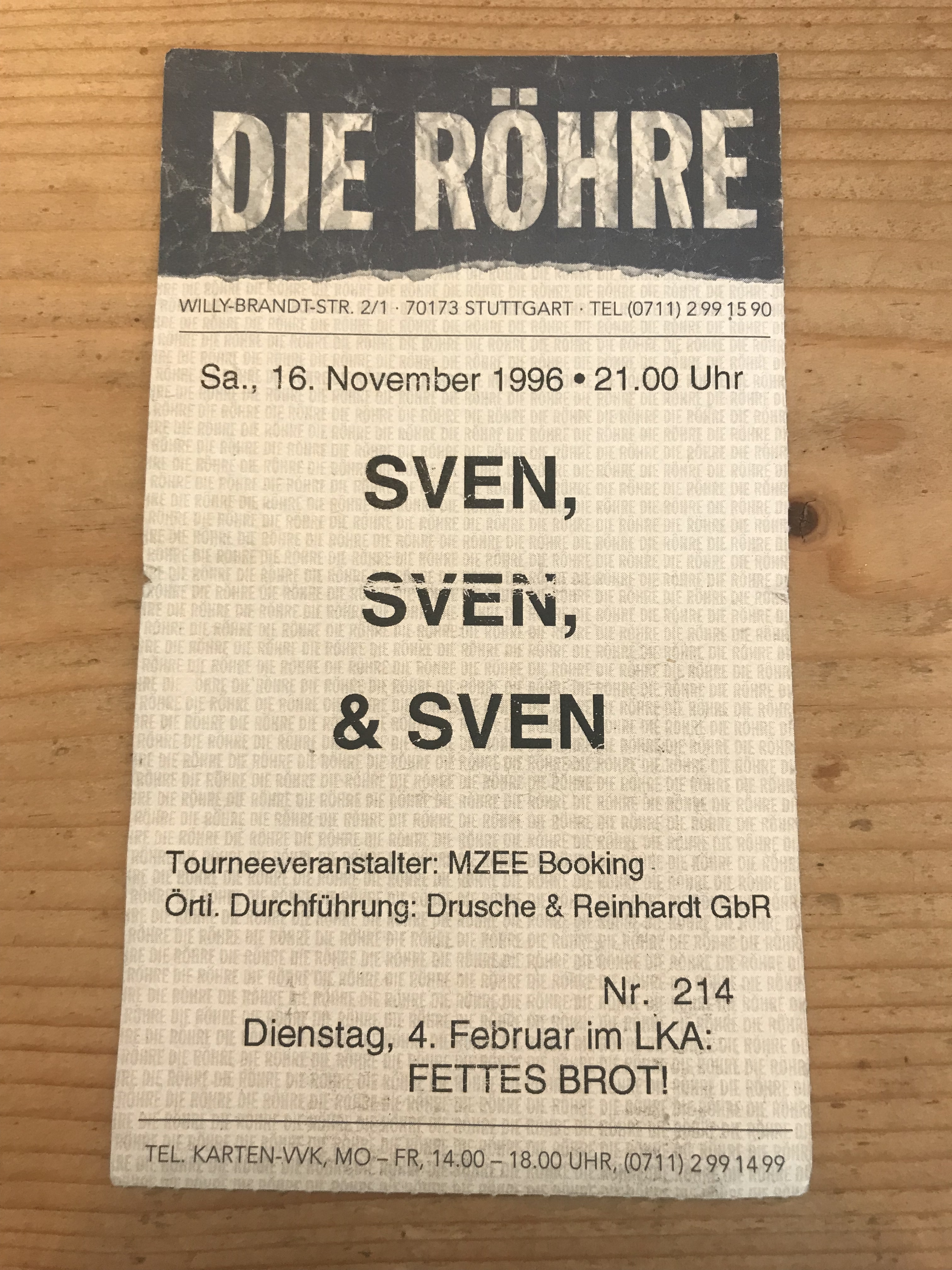
Sven, Sven, & Sven Konzertkarte, 1996, Stuttgart

Nachdem die Band 1996 bei der „Spiel mir das Lied vom Brot-Tour“ in vielen großen Hallen gespielt hatte, wollten die drei wieder in kleinen Clubs spielen. Unter dem Namen „Sven, Sven, & Sven“ tourten sie im November 1996 inkognito durch diverse Städte im deutschsprachigen Raum.

### Schwule Mädchen Soundsystem
Dieses Pseudonym nehmen Fettes Brot seit 2001 an, wenn sie auf Partys hinter den Plattenspielern stehen, um Musik aufzulegen, beispielsweise bei After Show Partys, Benefizveranstaltungen (Viva con Agua) oder in verschiedenen Clubs in Hamburg.

### D.O.C.H.!
Fettes Brot veröffentlichten 2006 unter dem Pseudonym D.O.C.H.! Punk-Songs. Deren Anfänge wurden von einem großen PR-Gag begleitet: Bereits im Januar 2006 kündigten Fettes Brot an, mit ihrem Label die „Power-Pop“-Band D.O.C.H.! unter Vertrag zu nehmen. Es handele sich dabei um drei 17-jährige Berliner mit Namen Boy, Paolo und Typ. Es folgten Meldungen über eine erste Single-Veröffentlichung und eine Ungarn-Tour im April sowie über die Veröffentlichung des Albums im September. Als die Single „Was in der Zeitung steht“ erstmals in Radio und Musik-Fernsehen gespielt wurde, stellte sich heraus, dass es sich dabei um dasselbe Lied handelt, das bereits auf der Maxi-CD „An Tagen wie diesen“ von Fettes Brot als B-Seite zu hören war. Nebenbei war der Song auch auf dem Soundtrack zum PC- und Konsolenspiel FIFA 07 vertreten. In beiden Fällen wird es von Dokter Renz gesungen. Auch die Website der Gruppe sowie die dortigen Fotos erwiesen sich als Fälschung, als diese auf anderen Internet-Seiten wiedererkannt wurden. Bei einem Auftritt in der MTV-Sendung TRL am 9. Mai 2006 behaupteten die drei vermeintlichen D.O.C.H.!-Protagonisten dennoch standhaft, Fettes Brot habe den Song von ihnen gestohlen, und er sei definitiv von ihnen geschrieben worden.
Kurz vor der angeblichen Veröffentlichung des Albums wurde auf der offiziellen Webseite von D.O.C.H.! und Fettes Brot eine Pressemitteilung veröffentlicht, in der bestätigt wurde, dass es sich bei D.O.C.H.! um eine Fälschung handelt. Das angekündigte Album ist nie erschienen.

### Bette Frost
Im Oktober 2007 kündigte die Band nach zehnmonatiger Livepause eine Tour für den Dezember an, um ihr neues Album Strom und Drang (Veröffentlichung 03/2008) dem Live-Publikum vorzustellen. Da es sich um eine kleine Clubtour handelte, gingen sie unter dem Namen Bette Frost (Anagramm von Fettes Brot) in neun Städten auf Tour.

### Schreck Pistols
Bei einem Konzert in der Colorline Arena 2008 in Hamburg spielten die Drei mit ihrem Manager Rafael Mans unter dem Namen Schreck Pistols als eigene Vorband Punksongs. Die Band spielte 2009 auf zwei Benefizveranstaltungen in Hamburg und Berlin.

### Brote Flora
2013 spielte Fettes Brot ein Konzert in der Roten Flora, um das besetzte autonome Kulturzentrum zu unterstützen. Der Eigentümer Klausmartin Kreschmer, der das Kulturzentrum räumen und das Gelände anderweitig nutzen wollte, hatte von der Band nach ihrer Konzertankündigung zunächst „eine Nutzungsgebühr“ von 5000 Euro verlangt und nach ihrer Weigerung ein Hausverbot erteilt. Am 2. November 2013 reichte der Eigentümer eine Anzeige wegen „der drohenden Straftat eines Hausfriedensbruchs“ ein. Das Konzert fand dennoch am 3. November 2013 mit 2000 Besuchern statt und wurde per Videoprojektion auf die Wand des Nachbargebäudes auch draußen übertragen. Am selben Tag reichte der Eigentümer eine Anzeige gegen die Band wegen „schweren Hausfriedensbruchs“ ein.

## Diskografie
Studioalben

| Jahr | Titel Musiklabel                                    | Höchstplatzierung, Gesamtwochen, AuszeichnungChartplatzierungen (Jahr, Titel, Musiklabel, Platzierungen, Wochen, Auszeichnungen, Anmerkungen) | Höchstplatzierung, Gesamtwochen, AuszeichnungChartplatzierungen (Jahr, Titel, Musiklabel, Platzierungen, Wochen, Auszeichnungen, Anmerkungen) | Höchstplatzierung, Gesamtwochen, AuszeichnungChartplatzierungen (Jahr, Titel, Musiklabel, Platzierungen, Wochen, Auszeichnungen, Anmerkungen) | Anmerkungen                                             |
| Jahr | Titel Musiklabel                                    | DE | AT | CH | Anmerkungen                                             |
| ---- | --------------------------------------------------- | --- | --- | --- | ------------------------------------------------------- |
| 1995 | Auf einem Auge blöd Alternation (IRS)               | DE29 (26 Wo.)DE | — | CH22 (14 Wo.)CH | Erstveröffentlichung: 20. April 1995                    |
| 1996 | Außen Top Hits, innen Geschmack Alternation (IRS)   | DE10 (15 Wo.)DE | AT21 (7 Wo.)AT | CH14 (7 Wo.)CH | Erstveröffentlichung: 12. September 1996                |
| 1998 | Fettes Brot lässt grüßen Alternation (IRS)          | DE9 (15 Wo.)DE | AT30 (4 Wo.)AT | CH27 (4 Wo.)CH | Erstveröffentlichung: 2. Oktober 1998                   |
| 2001 | Demotape Yo Mama (Indigo)                           | DE11 (18 Wo.)DE | AT28 (7 Wo.)AT | CH49 (5 Wo.)CH | Erstveröffentlichung: 1. Oktober 2001                   |
| 2005 | Am Wasser gebaut Fettes Brot Schallplatten (Indigo) | DE4 Gold · (38 Wo.)DE | AT9 (15 Wo.)AT | CH23 (9 Wo.)CH | Erstveröffentlichung: 21. März 2005 Verkäufe: + 100.000 |
| 2008 | Strom und Drang Fettes Brot Schallplatten (Indigo)  | DE3 (24 Wo.)DE | AT9 (10 Wo.)AT | CH14 (7 Wo.)CH | Erstveröffentlichung: 14. März 2008                     |
| 2013 | 3 is ne Party Fettes Brot Schallplatten (GA)        | DE3 (19 Wo.)DE | AT20 (5 Wo.)AT | CH19 (3 Wo.)CH | Erstveröffentlichung: 1. November 2013                  |
| 2015 | Teenager vom Mars Fettes Brot Schallplatten (GA)    | DE7 (7 Wo.)DE | AT29 (1 Wo.)AT | CH27 (2 Wo.)CH | Erstveröffentlichung: 4. September 2015                 |
| 2019 | Lovestory Fettes Brot Schallplatten (GA)            | DE12 (4 Wo.)DE | AT17 (2 Wo.)AT | CH23 (2 Wo.)CH | Erstveröffentlichung: 2. Mai 2019                       |

## Auszeichnungen
- 1LIVE Krone
  - 2000: Bestes Album (Fettes Brot für die Welt)
  - 2005: Beste Single (Emanuela)[50]
  - 2008: Beste Single (Bettina)[51]
  - 2010: Beste Band[52]
  - 2010: Bester Live-Act[52]
  - 2015: Sonderpreis[53]

- Bravo Otto
  - 2001: Hip-Hop National in Silber[54]
  - 2002: Hip-Hop National in Bronze[55]
  - 2005: Hip-Hop National in Gold[56]

- Comet
  - 2005: Beste Band[57]
  - 2005: Bester Song (Emanuela)[57]

- ECHO Pop
  - 1996: Erfolgreichste deutsche Nachwuchsband[58]
  - 2006: Hip-Hop/R&B National[59]

- GQ
  - 2005: Man of the Year 2005 als Beste Musiker[60]

- MTV Europe Music Awards
  - 2008: Best German Act[61]

- RSH-Gold
  - 1996: Regionale Band des Jahres[62]

- Top of the Pops Award
  - 2001: HipHop International

- HANS – Der Hamburger Musikpreis
  - 2010: Herausragende Hamburger Künstlerentwicklung[63]

## Filme
- 2006: Deichking
- 2015: ABCs of Superheroes[64]
- 2023: ECHT – Unsere Jugend